# It Takes a Whole Lot of Human Feeling
It Takes a Whole Lot of Human Feeling — альбом американской джазовой вокалистки Кармен Макрей, записанный в 1973 году и выпущенный на лейбле Groove Merchant.

## Отзывы критиков
| Оценки критиков               | Оценки критиков |
| Источник                      | Оценка          |
| ----------------------------- | --------------- |
| AllMusic                      | [ 1 ]           |
| Encyclopedia of Popular Music | [ 2 ]           |

Скотт Яноу в своём обзоре пишет: «Очаровательная версия песни Блоссом Дири „Hey John“ в исполнении Кармен Макрей сама по себе является достаточной причиной для поиска этого альбома. Макрей также находится в отличной форме на песнях „I Fall In Love Too Easily“, „Nice Work If You Can Get It“, „Straighten Up and Fly Right“ и „All the Things You Are“. Не все подборки такого качества, но в целом, это определенно стоящее приобретение для поклонников певицы».

## Список композиций
1. «It Takes a Whole Lot of Human Feeling» (Мики Грант) — 3:48
2. «I Fall in Love Too Easily» (Джул Стайн, Сэмми Кан) — 3:47
3. «Hey John» (Блоссом Дири, Джим Каунсил) — 3:23
4. «Where Are the Words» (Фрэнк Северино) — 3:17
5. «Nice Work If You Can Get It» (Джордж Гершвин, Айра Гершвин) — 2:50
6. «Straighten Up and Fly Right» (Нэт Кинг Коул, Ирвинг Миллс) — 2:47
7. «Inside a Silent Tear» (Блоссом Дири, Питер Кинг) — 5:49
8. «Imagination» (Джимми Ван Хьюзен, Джонни Берк) — 4:22
9. «The Right to Love» (Лало Шифрин, Джин Лис) — 4:14
10. «All the Things You Are» (Джером Керн, Оскар Хаммерстайн II) — 3:59

## Участники записи
- Кармен Макрей — вокал
- Джо Пасс — гитара
- Дик Шрив — фортепиано
- Рэй Браун — бас-гитара
- Ларри Банкер[англ.] — вибрафон, перкуссия
- Фрэнк Северино[англ.] — барабаны